# كارل ديكر
كارل ديكر (بالألمانية: Karl Decker)‏ (5 سبتمبر 1921 في النمسا - 27 سبتمبر 2005 في النمسا) هو مدرب كرة قدم ولاعب كرة قدم ألماني ونمساوي في مركز الوسط، شارك في الألعاب الأولمبية الصيفية 1948. وشارك مع منتخب ألمانيا لكرة القدم ومنتخب النمسا لكرة القدم. أما مع النوادي، فقد لعب مع شتورم غراتس وفيرست فيينا ونادي سوشو ونادي غرينشين ‏.

## مسيرته الكروية
لعب كارل ديكر خلال مسيرته الاحترافية مع 4 أندية في عشرون موسمًا وسجل خلالها 288 هدف ضمن 302 مباراة. ولم يفز بأي موسم بالكأس أو بالدوري.
خاض كارل ديكر مسيرته مع نادي فيرست فيينا في موسم 1938–39 ليلعب معه أربعة عشر موسمًا، مشاركًا في 229 مباراة سجل خلالها 255 هدف. ثم انتقل إلى نادي شتورم غراتس في موسم 1952–53 ولمدة موسمين، حيث شارك في 35 مباراة سجل خلالها 18 هدفًا. لينتقل بعدها إلى نادي سوشو في موسم 1954–55 ولمدة موسمين، مشاركًا في 37 مباراة سجل خلالها 15 هدفًا. ثم انتقل إلى نادي غرينشين ‏ في موسم 1956–57 ولمدة موسمين، مشاركًا في مباراة ولم يسجل أي هدف.

## وصلات خارجية
- كارل ديكر على موقع قاعدة بيانات كرة القدم.إي يو (الإنجليزية)
- كارل ديكر على موقع ناشيونال فوتبول تيمز (الإنجليزية)
- كارل ديكر على موقع عالم كرة القدم.نت (الإنجليزية)
- كارل ديكر على موقع أوليمبيديا (الإنجليزية)